# Брахмо Самадж
Брахмо самадж (бенг. ব্রাহ্ম সমাজ) — релігійно-реформаторське товариство «Брахмо самадж», засноване Рам Мохан Рай, яке боролося проти релігійних забобонів за проведення соціальних реформ.

## Історія
Товариство, що виступало за реформування індуїзму, було засновано 20 серпня 1828 року і ознаменувалося відкриттям приміщення для публічних молебнів, «Брахма Сабха» (Товариство Єдиного Бога), в Калькутті, Індія. Публічне освячення відбулося 23 січня 1830. Склад спільноти був обмежений англомовними жителями Бенгалії. До нього приєдналася родина Тагорів, тривалий час батько поета Рабіндраната, що відомий під іменем Мохорші Дебендро Натх Тагор, був членом Самаджа. Потім ним управляв Кешоб Чондро Шен.